# Salvador Calvo
Salvador Calvo, född 1970, är en spansk filmregissör. Han vann Goyapriset för bästa regi 2021.

## Filmografi (i urval)
- 2016 – 1898: Våra sista män på Filippinerna
- 2020 – Adú
- 2024 – Valley of Shadows